# Kukkurajärvi
Kukkurajärvi eller Kukkurujärvi är en sjö i Finland. Den ligger i kommunen Kittilä i landskapet Lappland, i den norra delen av landet, 800 km norr om huvudstaden Helsingfors. Kukkurujärvi ligger 199 meter över havet.Arean är 4,7 hektar och strandlinjen är 0,83 kilometer lång. Sjön  ingår i Kemi älvs huvudavrinningsområde. 